# Pseudocyclanthera
Pseudocyclanthera là một chi thực vật có hoa trong họ Cucurbitaceae.

## Loài
Chi Pseudocyclanthera gồm các loài: